# Overlyshastighed
Overlyshastighed (også benævnt superluminal eller FTL; forkortelse for faster than light) er hastighed højere end lysets hastighed i vakuum – f.eks. subatomare partikler eller information.
Det er et teoretisk begreb, da det med den pt. (2006) kendte fysiks modeller og teorier ikke er muligt at accelerere legemer op over lysets hastighed. Grænsen skyldes Albert Einsteins relativitetsteori, som siger, at et legeme kun kan bevæge sig med lysets hastighed, hvis det ikke har nogen masse.
Partikler uden hvilemasse som f.eks. fotoner (dvs. lys) kan kun bevæge sig med præcis lysets hastighed i lufttomt rum. (Sender man fotoner ind i f.eks. glas bremses de ned).
Lys bevæger sig med samme hastighed i vakuum (uafhængigt af observatør). Ting med masse kan ikke nå op på lysets hastighed selv om visse partikler kan komme tæt på. Når hastigheden på en partikel nærmer sig lysets hastighed, bliver partiklen tungere. Når man forsøger at øge hastigheden, bliver mere og mere af den tilførte energi omsat til masse. Dette er en konsekvens af Albert Einsteins relativitetsteori.
Herudover har man til dato ikke kunnet lave reproducerbare og dermed videnskabelige eksperimenter, som fænomenologisk viser overlyshastighed, som overfører information eller fysiske objekter.

## Tachyoner
Som et tankeeksperiment har Gerald Feinberg teoretisk antydet, at tachyoner kan eksistere. Tachyoner er teoretiske "kvasipartikler", der bevæger sig hurtigere end lysets hastighed. De kan teoretisk eksistere, hvis de er skabt med en hastighed over lysets. De kan så bare ikke decelereres ned under lyshastigheden. Tachyoners eksistens er dog stadig en videnskabelig hypotese og er aldrig blevet observeret.

## Kvantemekanik
Nogle fænomener i kvantemekanik, som f.eks. kvantefysisk sammenfiltring og kvanteteleportation, ser ud som om det overfører kvanteinformation hurtigere end lysets hastighed i vakuum. Disse fænomener tillader ikke ægte kommunikation, men de tillader dog kun at 2 observatører 2 forskellige steder i universet, ser den samme hændelse samtidigt, men uden at nogle af de 2 kan påvirke, hvad den anden ser med overlyshastighed.
Der har også været rapporteret forskellige såkaldte overlyseksperimenter baseret på kvantemekanisk tunnelering. Men de handler om måling af fasehastigheden og gruppeløbstiden, som ikke med garanti er informationshastigheden.[kilde mangler]

## Ormehul, rumtidstunnel
Et ormehul, rumtidstunnel eller Einstein-Rosen bro er en hypotetisk egenskab af rumtiden.  Hermann Weyl opstillede i 1928 en hypotese om et fænomen, som er en slags tunnel, hvor det er muligt at rejse gennem rum og tid.

## Alcubierre-drev
Et Alcubierre-drev eller Warp-drev er et science fiction-udtryk for en modificering af rumtiden om f.eks. et rumskib, så det kan flytte sig gennem rumtiden med hastigheder større end lysets (dog ikke lokalt) samtidig med at det overholder Einsteins relativitetsteori.